# Miért kell, hogy elmenj?
Miért kell, hogy elmenj? – utwór węgierskiego zespołu muzycznego V.I.P. napisany przez Viktora Rakonczaia, Sandora Jozsę, Krisztinę Bokor Feketę i Attilę Kornyeia, wydany w formie singla i umieszczony na debiutanckiej płycie studyjnej zespołu zatytułowanej po prostu V.I.P. z 1997 roku.
W 1997 roku utwór został zakwalifikowany do stawki konkursowej krajowych eliminacji eurowizyjnych. 28 lutego piosenka została zaprezentowana przez muzyków w finale selekcji i zdobyła największą liczbę 27 punktów w głosowaniu jurorów, dzięki czemu została wybrana na propozycję reprezentującą Węgry w 42. Konkursie Piosenki Eurowizji organizowanym w Dublinie. 3 maja odbył się finał imprezy, w którym utwór zajął dwunaste miejsce po zdobyciu 39 punktów od jurorów.
Oprócz węgierskojęzycznej wersji singla, zespół nagrał piosenkę także w języku angielskim – „Stay”.

## Lista utworów
CD single
1. „Miért kell, hogy elmenj?” (Original Version)
2. „Miért kell, hogy elmenj?” (Album Version)
3. „Stay” (English Version)
4. „Miért kell, hogy elmenj?” (Dance Version)